# ラウンジ (接待飲食店)
ラウンジ（英: Lounge）は、クラブとスナックバーの中間的位置付けに相当する接待飲食店である。

## 概要
ソファに掛けた客の横で女性従業員が酒類を中心に提供し接待する店。座席は全体的に余裕があり、比較的静かで企業などの接待などにも利用されることがある。「ラウンジ」は、本来、ホテルや空港などでのソファー掛けの待合場所を意味し、接待飲食店の呼称として関西や九州で広く使用される。
近年は、若年層へのインターネットの普及により入店前にメニューの無い店は敬遠されがちではあるが、一方で強引な客引きやぼったくりなどの悪評が立ってしまった一部のガールズバーなどの影響で、実は、比較的リーズナブルに、ゆっくりと飲めるということでじわじわと人気が復調している店もある。
一方で、経営者や管理職の客も多いため、価格が高く入りにくいというイメージも根強く、ラウンジ主催のゴルフコンペなどは人脈の掘り下げに活用される場合も多い。
地域密着型のラウンジには安価な店も多く存在する。

## 形態
一般に女性がボックスと呼ばれるシートにつき接客する飲酒店を指す。代表者である「ママ」や補佐的な「チーママ」と呼ばれる女性が主にキャスティングを行う。
クラブとは違い、ボーイが居る場合と居ない場合がある。
スナックと同様に客が、酒や軽食・スナック類を口にしながら、女性や客同士の会話を楽しんだり、カラオケを歌ったりするのが主たるサービスである店も多く、提供する料理メニューが無く、主に近場の料理店などからの出前であることも多い。ブランデーなど高価な商品がある一方で、安価な甲類焼酎などが提供されることも多い。

### 法律上の位置づけ
食品衛生法に基づき、所在地を管轄する保健所に飲食店営業の許可を得て営業している。
午前0時以降、アルコール類を提供する場合は、別途「風俗営業等の規制及び業務の適正化等に関する法律(風適法)」に基づき、各都道府県の公安委員会に対し深夜酒類提供飲食店営業の届け出をしなければならない。なお、深夜酒類提供飲食店と風俗営業は兼ねることはできないので、風適法上の接待はできないため、カウンター越しに接客をすることになる。